# Consuegra de Murera
Consuegra de Murera es una localidad española del municipio de Sepúlveda, perteneciente a la provincia de Segovia, en la comunidad autónoma de Castilla y León. En 2020 contaba con 18 habitantes censados.

## Toponimia
Aunque en el siglo XIII se denominaba Sant Peydro de Murera, desde el XVI ya tenía la actual denominación. En 1591 se llamó Consuegra.

## Geografía

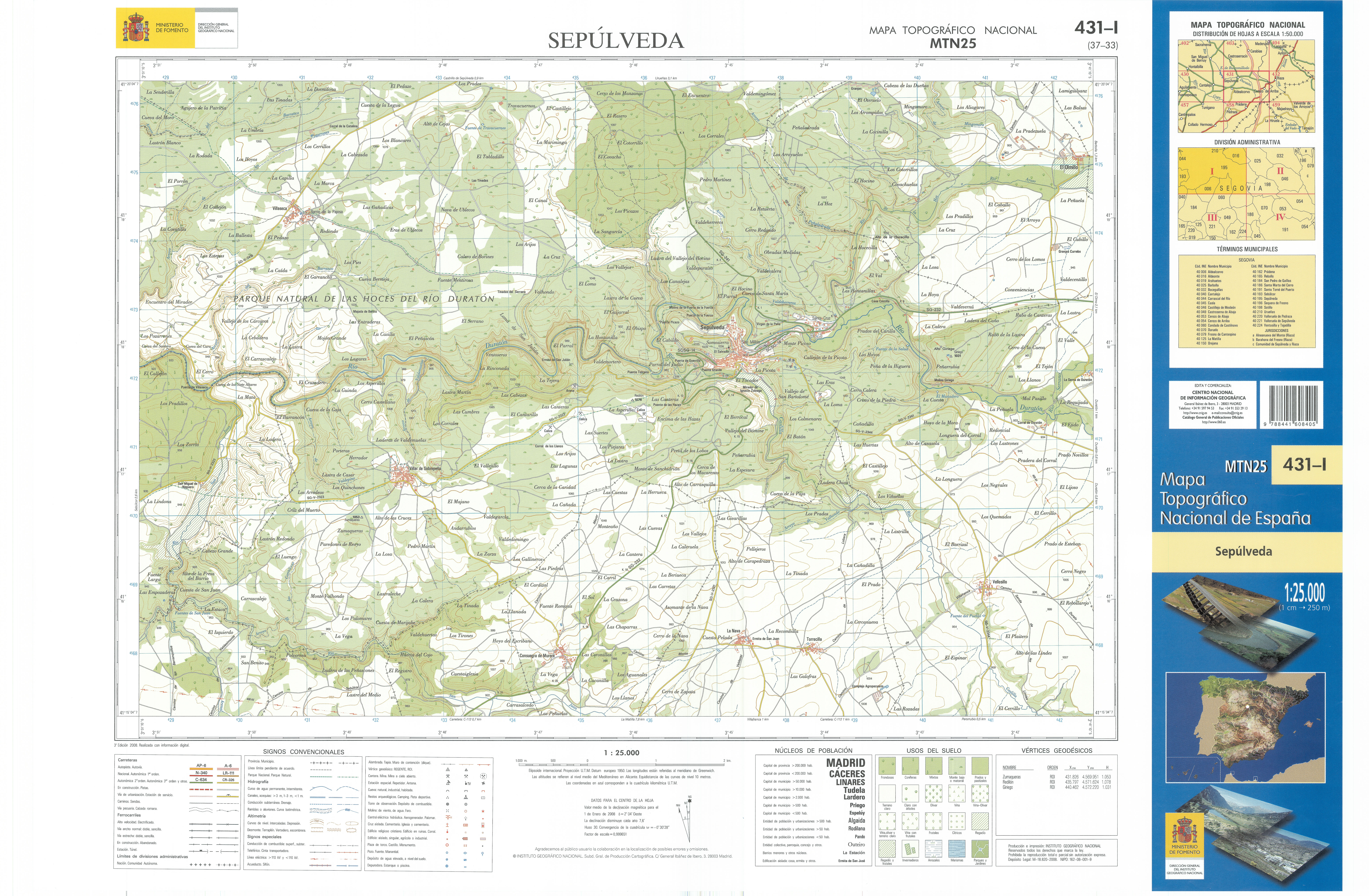
Fragmento de la hoja 431 del Mapa Topográfico Nacional de España de 2008 en el que se representa parte de Sepúlveda

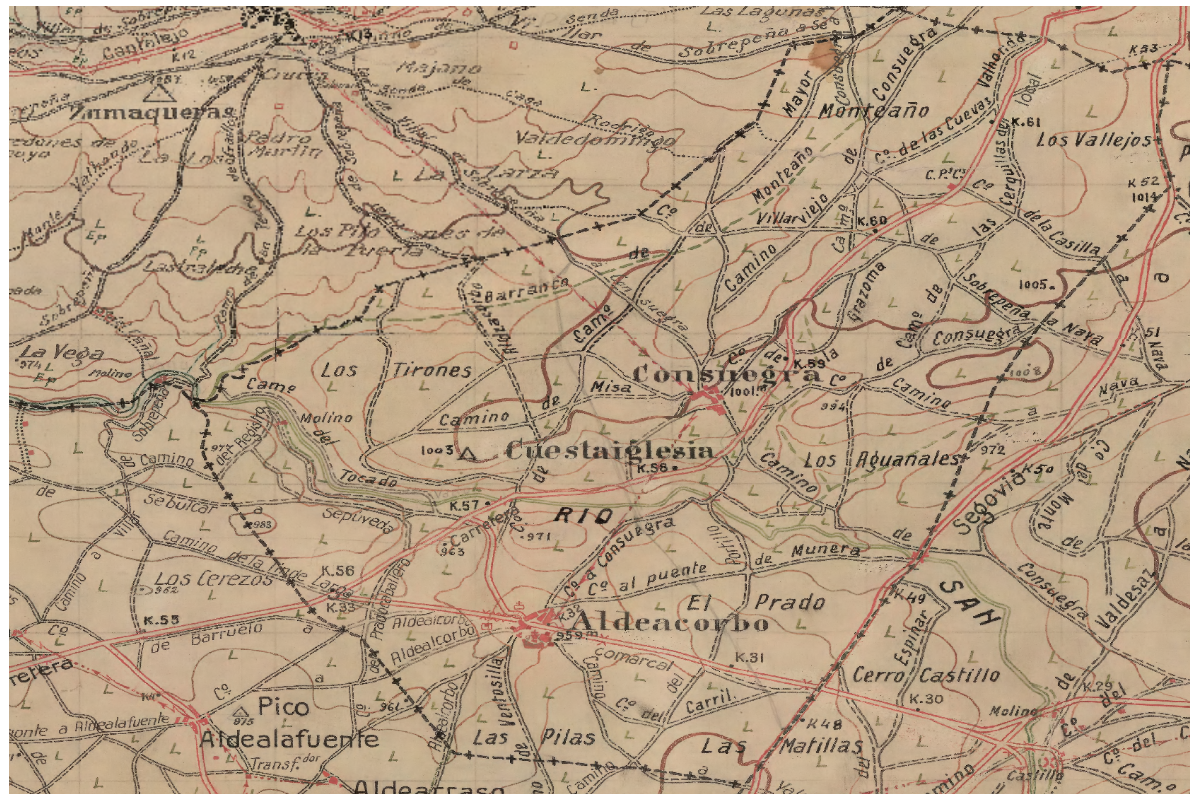
Plano del antiguo municipio de Consuegra de Murera

En el ochavo de Cantalejo de la Comunidad de Villa y Tierra de Sepúlveda, se localiza en la zona sur del macizo calizo de Sepúlveda, a 6 km de esta, rodeada de pequeños bosques de sabinas.
Al sur de la localidad fluye el río San Juan, que forma un cañón al entrar en el macizo, poco antes de llegar al curso del río Duratón.
En la localidad trascurre el Camino de San Frutos acabando la cuarta etapa y empezando la quinta.
| Noroeste: Villar de Sobrepeña | Norte: Villar de Sobrepeña, Sepúlveda | Noreste: Sepúlveda               |
| Oeste: Sebúlcor, Aldeonsancho |                                       | Este: La Nava del Condado        |
| Suroeste: Aldealcorvo         | Sur: Aldealcorvo                      | Sureste: Villafranca del Condado |

## Historia
Tenía un barrio hoy despoblado llamado Montiano (Monteaño). Pertenece al ochavo de Cantalejo en la Comunidad de Villa y Tierra de Sepúlveda.
Hacia mediados del siglo XIX, el lugar, por entonces con ayuntamiento propio, tenía contabilizada una población de 96 habitantes. Aparece descrito en el sexto volumen del Diccionario geográfico-estadístico-histórico de España y sus posesiones de Ultramar de Pascual Madoz de la siguiente manera:

CONSUEGRA: l. con ayunt. de la prov. y dióc. de Segovia (8 leg.), part. jud. de Sepulveda (1), aud. terr. y c. g. de Madrid (20): sit. en la falda de una cuesta, le combaten bien los vientos, y su clima es mediano: tiene 30 casas inferiores y de mala construccion, sin formar calles regulares, y una igl. parr. (San Pedro) aneja de la de Aldealcorbo, cuyo párroco la sirve: confina el térm. N. Villar de Sobrepeña; E. La Nava del Condado; S. Ventosilla, y O. Aldealcorbo: le atraviesa un r. titulado Prádena, del cual se utilizan los vec. para sus usos y el de los ganados; en verano lleva muy poca agua; tiene un puente de piedra llamado Puente Murera, el que por su posicion baja se vé cubierto en invierno de agua. El terreno es muy endeble, por lo que sus producciones son escasas, y solo abunda en monte de enebro, que pertenecen á los propios. caminos: los de pueblo á pueblo, y algunos en mal estado. prod.: trigo endeble y centeno; mantiene ganado lanar y cria alguna caza. ind. y comercio: agricultura é importacion de los art. de que carece el pueblo. pobl.: 29 vec., 96 alm. cap. imp.: 27,947 rs. contr. segun el cálculo general y oficial de la prov.: 20'72 por 100. El presupuesto municipal asciende á 692 rs. 16 mrs., y se cubren con 109, producto de propios y por reparto vecinal.
(Madoz, 1847, p. 570)

Antes de pertenecer a Sepúlveda desde el año 1973 se había incorporado al municipio de Aldealcorbo en el censo de 1857, previamente fue un municipio independiente.

## Demografía
| Gráfica de evolución demográfica de Consuegra de Murera entre 1828 y 2020 |
| |
| Población según el Diccionario geográfico-estadístico de España y Portugal de Sebastián Miñano. Población de derecho (1842 que es población de hecho) según los censos de población del siglo XIX. Población residente (2000-2019) según los censos de población del INE. Población según el padrón municipal de 2020 del INE. |

## Economía
Situado en un terreno escarpado hace que su principal dedicación fuera tradicionalmente el pastoreo de la oveja churra.

## Patrimonio
- Gacería, variante lingüística local sobre todo utilizada por los tratantes de ganado y trilleros, presente en los pueblos del Ochavo de Cantalejo como Aldealcorvo;[13]
- Iglesia de San Pedro, situada en un lateral de la plaza, se trata de un templo sencillo de una sola nave con cabecera cuadrangular más elevada. En el muro sur se adosó la sacristía. Sobre el muro oeste se levanta la espadaña. En el frente de la cabecera se conservan el retablo mayor y dos más pequeños. Son de estilo barroco tardío, con influencia neoclásica, el retablo mayor presenta columnas policromadas imitando mármol con capiteles de orden clásico. En uno de los retablos se puede leer que se adoró en 1790.[3] Destaca la talla de San Pedro vestido de Papa peculiar ya que solo hay dos de esa época en toda España.[14]
- Varias viviendas tienen esgrafiados típicos de la zona.[14]

## Fiestas
- El fin de semana más próximo al 13 de junio, en honor a San Antonio de Padua, se celebran las fiestas mayores.
- La tercera semana de agosto se organiza una Semana Cultural enfocada en actividades infantiles.[14]